# Fissidentalium complexum
Fissidentalium complexum är en blötdjursart som först beskrevs av Dall 1895.  Fissidentalium complexum ingår i släktet Fissidentalium och familjen Dentaliidae. Inga underarter finns listade i Catalogue of Life.